# Базилика извън стените (Хераклея Линкестис)
Базилика извън стените, още Базилика extra muros или Базилика D (на македонска литературна норма: Базилика extra muros), е раннохристиянска православна базилика, чиито руини са открити край античния град Хераклея Линкестис, край Битоля, Северна Македония.

## Местоположение
Базиликата е на 250 m източно от централното градско ядро на Хераклея, северно от река Сива вода, южно от двора на „Авторемонт“ и западно от пътя за Битоля – Гърция.

## Описание
Още в 1963 година в двора на „Авторемонт“ е разкрита подова мозайка. В 1976 година при начало на изграждане на паркинг върху селскостопанска земя започват защитни разкопки от екип, начело с Елица Манева, които продължават в периода 1976 – 1981 година. Тези разкопки разкриват вила урбана от римския имперски период, на която принадлежи мозайката от 1963 година, предградие от II половина на IV век и раннохристиянска базилика с некропол. Разкрити са и няколко славянски гроба от Средновековието.
Раннохристиянската базилика не е цялостно разкопана. Тя е трикорабна с нартекс и анекси, ексонартекс, баптистериум. Ориентирана е североизток – югозапад. В базиликата има красиви подови мозайки.